# Villeret (Berna)
Villeret és un municipi del cantó de Berna (Suïssa), situat a l'antic districte de districte de Courtelary i a l'actual Berner Jura.